# Challenger de Madrid 2023
El torneo Open Comunidad de Madrid 2023 fue un torneo de tenis perteneció al ATP Challenger Tour 2023 en la categoría Challenger 75. Se trató de la 2ª edición; el torneo tuvo lugar en la ciudad de Madrid (España), desde el 10 hasta el 16 de abril de 2023 sobre pista de tierra batida al aire libre.

## Jugadores participantes del cuadro de individuales
| Favorito | País                  | Jugador              | Rank1 | Posición en el torneo |
| -------- | --------------------- | -------------------- | ----- | --------------------- |
| 1        | Bandera de Argentina  | Pedro Cachín         | 67    | FINAL                 |
| 2        | Bandera vacío         | Alexander Shevchenko | 103   | CAMPEÓN               |
| 3        | Bandera de Italia     | Francesco Passaro    | 115   | Semifinales           |
| 4        | Bandera de Croacia    | Borna Gojo           | 117   | Primera ronda         |
| 5        | Bandera de Austria    | Sebastian Ofner      | 122   | Cuartos de final      |
| 6        | Bandera de Francia    | Hugo Grenier         | 129   | Primera ronda         |
| 7        | Bandera de Italia     | Raúl Brancaccio      | 135   | Segunda ronda         |
| 8        | Bandera de Eslovaquia | Jozef Kovalík        | 143   | Primera ronda         |

- 1 Se ha tomado en cuenta el ranking del 3 de abril de 2023.

### Otros participantes
Los siguientes jugadores recibieron una invitación (wild card), por lo tanto ingresan directamente al cuadro principal (WC):
- Miguel Damas
- Martín Landaluce
- Alejandro Moro Cañas

Los siguientes jugadores ingresan al cuadro principal tras disputar el cuadro clasificatorio (Q):
- Viktor Durasovic
- Billy Harris
- Javier Martí
- Daniel Rincón
- Nikolás Sánchez Izquierdo
- Alexey Vatutin

## Campeones

### Individual Masculino
- Alexander Shevchenko derrotó en la final a  Pedro Cachín, 6–4, 6–3

### Dobles Masculino
- Ivan Liutarevich /  Vladyslav Manafov derrotaron en la final a  Patrik Niklas-Salminen /  Bart Stevens, 6–4, 6–4